# Ręby (Myszków)
Ręby – jedna z dzielnic Myszkowa we wschodniej części miasta, głównie wzdłuż ulicy o tej samej nazwie oraz ul. Partyzantów. Jest to niewielka dzielnica w dwóch skupieniach (Ręby i Ręby 2), położona na wschód od kompleksu Zakładów Wyrobów Metalowych „Metal-System” Myszków. Od wschodu otoczona lasami myszkowskimi.

## Historia
Ręby były do 1983 częścią Włodowic. Od 1867 wchodziły w skład gminy gminie Włodowice, początkowo należącej do powiatu będzińskiego, a od 1 stycznia 1927 do zawierciańskiego. 4 listopada 1933 gminę Włodowice podzielono na dziewięć gromad, w tym gromada o nazwie Włodowice.
Podczas II wojny światowej włączone do III Rzeszy. Po wojnie gmina Włodowice przez bardzo krótki czas zachowała przynależność administracyjną, lecz już 18 sierpnia 1945 roku została wraz z całym powiatem zawierciańskim przyłączone do woj. śląskiego. Według stanu z 1 kwietnia 1949 gmina Włodowice podzielona była nadal na dziewięć gromad.
W związku z reformą znoszącą gminy jesienią 1954 roku Ręby weszły w skład gromady Włodowice.
W latach 1973–1976 ponownie w gminie gminy Włodowice od 1975 w województwie katowickim. 1 grudnia 1983 Ręby (35 ha) wyłączono z sołectwa Włodowice, włączając je do Myszkowa.